# باغ نی
باغ نی  نام محله‌ای در شهر کرمانشاه است که در مرکز این شهر و در منطقۀ ۱ شهرداری کرمانشاه قرار گرفته‌است.

## تاریخچه
باغ نی در گذشته روستایی کُردنشین در فاصلۀ تقریبی ۱ کیلومتر از شمال شرقی شهر کرمانشاه بود که به لحاظ تقسیمات جغرافیایی بخشی از دهستان حومۀ بخش مرکزی شهرستان کرمانشاه محسوب می‌شد. راه شوسه‌ای که از کرمانشاه به روستای طاق‌بستان می‌رفت از روستای باغ نی عبور می‌کرد که در دشتی هموار واقع شده‌بود. به گفتۀ‌ علی‌اکبر دهخدا روستای باغ نی آب و هوایی سردسیر داشت و شمار ساکنانش به ۵۱۰ نفر می‌رسید. در نیمۀ اول سدۀ بیستم اغلب مردم این روستای کُردنشین به کشاورزی اشتغال داشتند و محصولاتی از قبیل غلات، سبزیجات، حبوبات، صیفی‌جات و چغندر قند می‌کاشتند. پس از تأسیس شرکت نفت شماری از اهالی نیز در کارگاه‌های نفت کرمانشاه به کارگری می‌پرداختند. مالکیت زمین‌های روستای باغ نی به صورت خالصه بود. با رشد شهر کرمانشاه در جهت شمال شرقی، روستای باغ نی نیز در دهه‌های بعد درون محدودۀ شهری قرار گرفت و به صورت محله‌ای درون شهر کرمانشاه درآمد.

## محدوده
محدودۀ دقیق روستای سابق باغ نی و زمین‌های کشاورزی آن اکنون به درستی مشخص نیست. اما در حال حاضر محلۀ باغ نی به محدوده‌ای گفته می‌شود که از جنوب با محلۀ شاطرآباد همسایه است و رودخانۀ آب‌شوران این دو محله را از یکدیگر جدا می‌کند؛ از سمت شمال تا بلوار شهید بهشتی امتداد دارد؛ از سمت شرق به قرارگاه نیروی زمینی ارتش و از غرب به میدان فرمانداری و ابتدای بلوار راهنمایی و رانندگیِ محلۀ باریکه محدود می‌شود.

## اماکن آموزشی و اداری
یکی از ساختمان‌های دانشگاه آزاد اسلامی واحد کرمانشاه در این محله قرار دارد که در سال ۱۳۷۲ ساخته شده و قبلاً به دانشکدۀ فنی و مهندسی اختصاص داشت و اکنون محل دانشکدۀ پیراپزشکی، پرستاری و علوم آزمایشگاهی این دانشگاه است.
همچنین ساختمان دانشگاه پیام نور کرمانشاه در گذشته در این محله و در ضلع جنوبی دانشگاه آزاد قرار داشت.
ساختمان جهاد دانشگاهی واحد کرمانشاه و پارک علم و فناوری جهاد دانشگاهی کرمانشاه نیز در مکان برج فناوری در ضلع شمالی محلۀ باغ نی قرار دارد.
دانشگاه علوم قرآنی کرمانشاه نیز در محلۀ باغ نی واقع شده‌است.
علاوه بر این‌ها ساختمان اداراتی مانند اتاق بازرگانی و صنایع و معادن کرمانشاه، مجتمع صنایع پتروشیمی کرمانشاه، سازمان صنعت، معدن و تجارت استان کرمانشاه، سازمان مدیریت و برنامه‌ریزی استان کرمانشاه و سازمان انتقال خون استان کرمانشاه نیز در محلۀ باغ نی قرار دارد.

## رودخانۀ آبشوران
رودخانۀ آبشوران در طول مسیر خود از جنوب غربی شهر کرمانشاه به سمت شمال شرقی پس از آنکه به موازات بلوار راهنمایی و رانندگی امتداد یافت، از محلۀ باغ نی نیز عبور می‌کند. رودخانۀ آبشوران از چند دهه پیش حیات خود را از دست داده و به کانالی برای عبور فاضلاب و پساب تبدیل شده‌است. عبور این رودخانه از محلۀ باغ نی مشکلات بسیاری را برای مردم این محله به وجود آورده‌است. علاوه بر فاضلاب، به دلیل فقدان سیستم جمع‌آوری زباله در محلۀ باغ نی، زبالۀ این محله نیز به داخل رودخانۀ آبشوران ریخته می‌شود. با وجود این آلودگی‌ها از آنجا که این رودخانه سرپوشیده نیست مشکلات بهداشتی بسیاری برای مردم این محله به وجود آمده‌است. علاوه بر این‌ها برای رفت و آمد عابران پیاده نیز هیچ پلی بر روی روخانۀ آبشوران ساخته نشده و اهالی باغ نی از یک پل چوبی قدیمی استفاده می‌کنند که استفاده از آن با خطر جانی همراه است و دست‌کم یک بار نیز به سقوط یکی از اهالی و مرگ او منجر شده‌است.

## مشکل آب
محلۀ باغ نی به مانند محلات شاطرآباد و باریکه در همسایگی خود با مشکل قطعی آب در ساعاتی از روز روبه‌رو است. در بحران آبی که در ابتدای تابستان ۱۴۰۰ پیش آمد ساعت قطعی آب در باغ نی حتی به ۲۰ ساعت در روز نیز رسید.

 در گذشته آب مورد نیاز مردم محلۀ باغ نی از چاه آبی تأمین می‌شد که در سال ۱۳۴۴ توسط انجمن قریۀ باغ نی و به اهتمام اسماعیل جعفری باغ نی رئیس وقت این انجمن حفر و تعمیق شده‌بود و لوله‌کشی آب محلۀ باغ نی نیز متعاقب آن صورت گرفته‌بود. با این وجود در سال ۱۳۸۶ جهاد دانشگاهی که به دنبال توسعۀ محوطۀ خود بود و قصد ایجاد تأسیسات عظیم برج فناوری را در محلۀ‌باغ نی داشت، این چاه آب را تصرف کرد. این اقدام جهاد دانشگاهی اعتراضات متعدد مردم محلۀ باغ نی را در پی داشت و چندین بار نیز درگیری‌هایی میان مردم با نیروهای حفاظتی جهاد دانشگاهی و نیروی انتظامی به وجود آمده‌است. در نهایت در خشکسالی سال ۱۴۰۰ و به دنبال صدور فراخوانی برای برپایی تجمع اعتراضی در تیرماه ۱۴۰۰، ستاد مدیریت تنش آبی استان کرمانشاه بازگشتن این چاه به مردم محلۀ باغ نی را تصویب کرد و در ۲۷ تیر ۱۴۰۰ فرماندار کرمانشاه اعلام کرد که آب این چاه به زودی به تأمین آب محلات اطراف آن اختصاص خواهد یافت.

## وضعیت خدمات شهری
وضعیت بهداشتی اسفناک، عدم برخورداری از خدمات شهری همچون جمع‌آوری زباله، فقدان پارک و فضاهای فرهنگی، قطعی آب، کیفیت پایین معابر و مشکلات دیگر بارها سبب اعتراض مردم محلۀ باغ نی شده و درگیری‌هایی را نیز به وجود آورده‌است. آسفالت معابر محلۀ باغ نی از اواخر دهۀ ۱۳۷۰ تجدید و یا ترمیم نشده‌است.

## تصرفات جهاد دانشگاهی
علاوه بر این جهاد دانشگاهی کرمانشاه و تصرفاتش نیز به معضل بزرگی برای محلۀ باغ نی کرمانشاه تبدیل شده‌است. این سازمان علاوه بر تصرف چاه آب، به تصرف زمین‌های عمومی محلۀ باغ نی نیز دست زده‌است. در سال ۱۳۸۶ جهاد دانشگاهی با دیوارکشی زمین‌هایی را که در طرح جامع شهر کرمانشاه به عنوان فضای سبز عمومی در نظر گرفته شده‌بود تصرف و به محوطۀ فضای سبز خود تبدیل کرد. همچنین بخشی از زمین‌های متعلق به سازمان آب و نیز یک کوچه که معبر عمومی بود توسط جهاد دانشگاهی تصرف و به ساختمان آن الحاق شد. جهاد دانشگاهی برخلاف قانون منع تغییر کاربری اماکن آموزشی مدرسه‌ای را که توسط اهالی روستا ساخته شده‌بود و همچنین ساختمان یک حمام وقفی که قبلاً توسط نیروی انتظامی تصرف شده‌بود به زمین خود الحاق کرد. این تصرفات با اعتراضات مکرر مردم محلۀ باغ نی همراه بود. تجمعات متعددی در برابر ساختمان‌های استانداری و فرمانداری کرمانشاه صورت گرفت که همگی مورد بی‌توجهی و یا سرکوب قرار گرفت. اعتراضات مردمی همچنین چندین بار به درگیری با نیروهای محافظت از ساختمان جهاد و نیروی انتظامی کشیده‌شد و نیروهای انتظامی با جانبداری از تصرفات جهاد دانشگاهی به سرکوب مردم پرداخته و محیط امنی برای اقدامات این سازمان به وجود آوردند.